# Carlyle (Saskatchewan)
Pour les articles homonymes, voir Carlyle.
Carlyle est une ville du sud-est de la Saskatchewan au Canada. Le recensement de 2006 y dénombre 1 257 habitants.

## Histoire
Carlyle fut incorporée comme village en 1902, et en ville en 1905. La ligne de chemin de fer du Canadien Pacifique fut construite et mise en opération en 1900. Le Canadien National amena son premier passager le 7 juillet 1910.
Les premiers colons du district étaient principalement d'origine britannique. Le nom « Carlyle » fut choisi par le premier maître de poste pour honorer la nièce de l'historien et essayiste écossais Thomas Carlyle. Sa nièce et son mari s'étaient établis dans le district d'Arcola, avait une ferme et y fondèrent une famille.
Les trains passèrent à cet endroit en 1901 et la population augmenta de 23 cette année-là à près de 400 en 1906. En 1941, Carlyle avait à peu près le même nombre, mais en 1956 la population avait grimpé à 829. Subséquemment, et de façon inhabituelle pour une petite communauté de la Saskatchewan, la population de Carlyle a lentement mais constamment continué de grimper. Au recensement de 2001, elle comptait 1260 habitants.

## Démographie
| 2001  | 2006  | 2011  | 2016  |
| ----- | ----- | ----- | ----- |
| 1 260 | 1 257 | 1 446 | 1 508 |

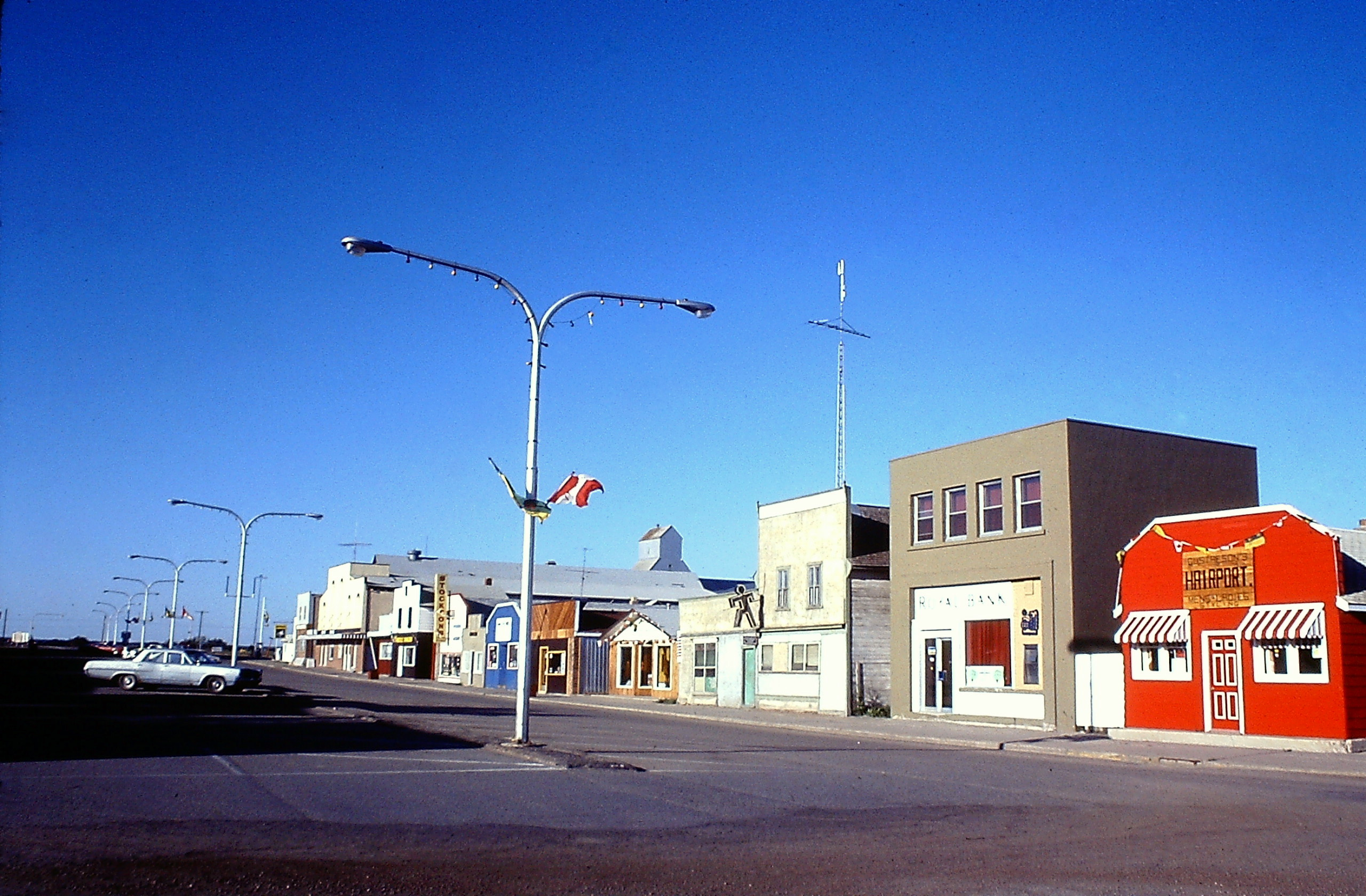
Rue principale en 1980.
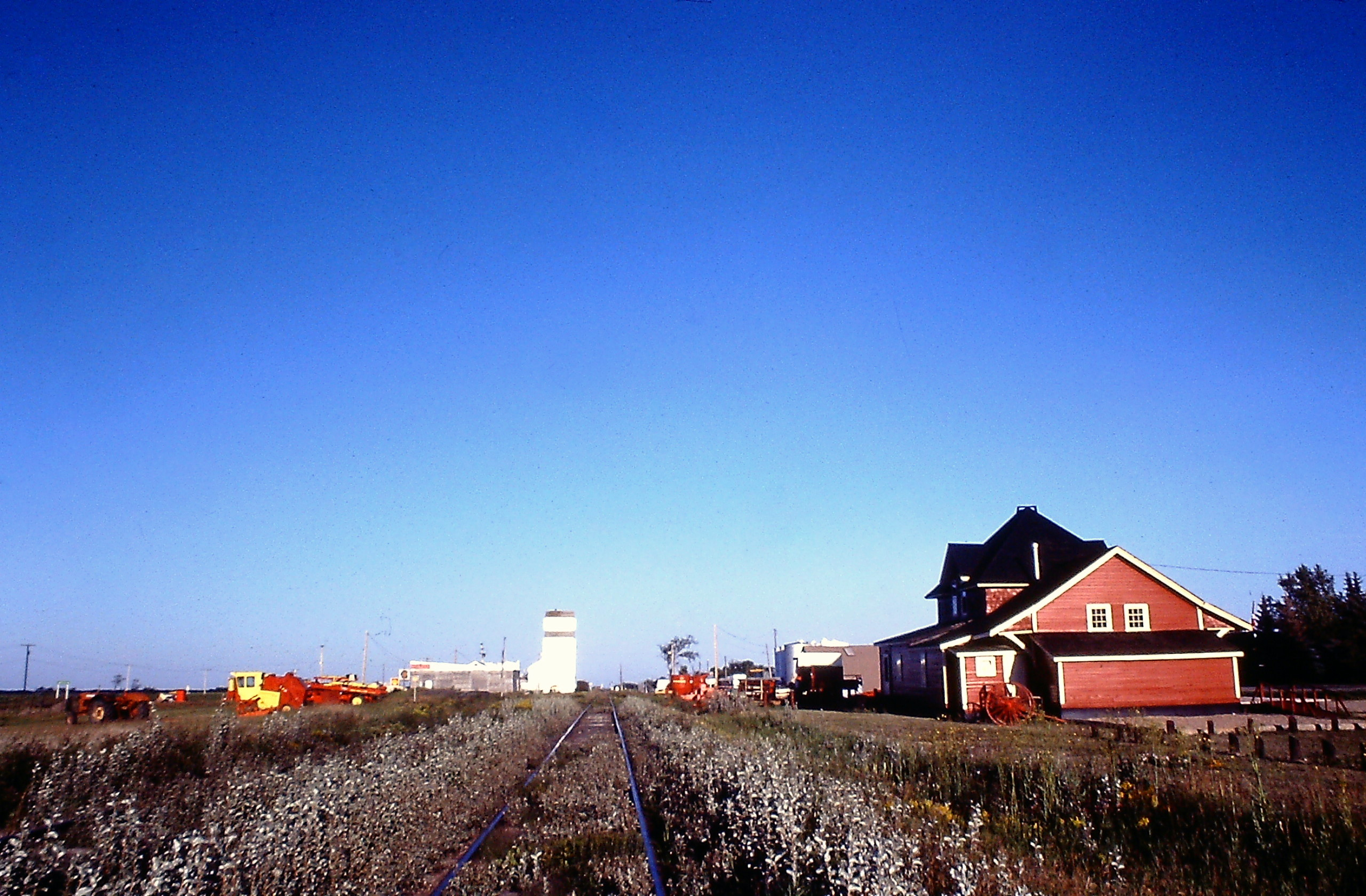
Voie ferrée (1980).